# Musée d'Art contemporain de Téhéran
Le musée d'art contemporain de Téhéran (en persan : موزه هنرهاى معاصر تهران, Muze-ye honarhā-ye moasser-e Tehran) est un musée d'art contemporain situé près du parc Laleh à Téhéran, en Iran. C'est dans ce musée que sont conservées les plus grandes collections d'art contemporain occidental en dehors d'Europe et des États-Unis.

## Localisation et architecture

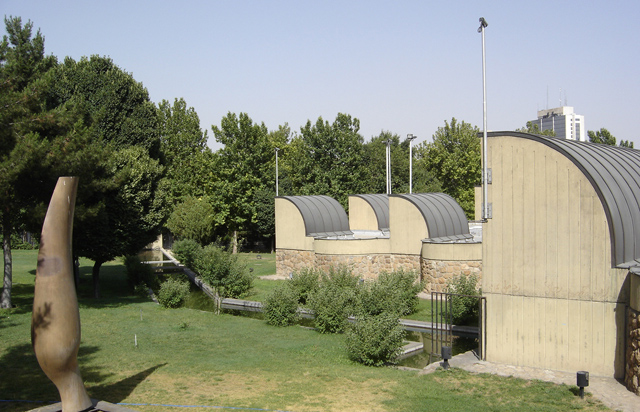
Jardin des sculptures entourant le musée

Le musée se situe au cœur de Téhéran, la capitale iranienne, près du parc Laleh. Le bâtiment du musée, qui a une superficie de 5 000 m2, est placé au milieu d'un jardin d'environ 7 000 m2 nommé Jardin des sculptures. 
L'architecture du musée est une combinaison de l'architecture traditionnelle d'Iran et une approche minimaliste modèrne. Au-dessus de l'entrée principale se trouvent quatre éléments verticaux en forme de semi arche, qui servent à fournir de la lumière à l'atrium intérieur. Ces éléments sont des rappels aux badgir, les tours à vent traditionnelles des villes en bordure de désert. D'autres éléments similaires sont utilisés un peu partout dans le bâtiment. 
Les différentes parties du bâtiment forment des masses rectangulaires de béton brut. Les éléments du toit sont recouverts de panneaux de cuivre. 
La première salle, appelée Chāhār-su (« quatre chemins ») entoure un atrium spacieux, et permet d'accéder aux autres parties du musée (seconde salle, jardin des sculptures, librairie et café). Une rampe centrale circulaire permet d'accéder à un étage inférieur, fournissant un accès aux bureaux et à la bibliothèque. De la seconde salle, à l'étage inférieur, on peut accéder aux sept autres salles par un chemin en descente qui se termine à proximité de la rampe descendante depuis l'atrium.
Au centre de l'atrium se trouve un bassin rectangulaire, inspiré par les howz de l'architecture iranienne.

## Histoire
Le musée est conçu par Kamran Diba, qui en fut également le premier directeur.

## Organisation
Le musée d'art contemporain de Téhéran est divisé en différents départements : 
- le département des affaires administratives, qui coordonne les activités de tout le musée ;
- le département des affaires artistiques, qui organise la conservation des œuvres et les expositions ;
- le bureau des guides et des gardes, qui forme les guides et les gardiens ;
- le département des relations publiques, qui s'occupe des relations avec les autres musées et avec le public ;
- le service des expositions et archives s'occupe des œuvres du musée ;
- le département de photographie, qui conserve les photographies du musée et gère les photographies des œuvres du musée.

## Œuvres

### Jardin des sculptures
Le Jardin des sculptures est un espace extérieur faisant partie du complexe du musée qui sert de lieu d'exposition à différentes sculptures :
- « Le Thérapeute » de René Magritte ;
- « Un homme et une femme »  d'Alberto Giacometti ;
- « Cheval et cavalier » de Marino Marini ;
- « Capricorne » de Max Ernst et d'autres.

### Collection permanente
- Aydin Aghdashloo
- Francis Bacon : Two Figures Lying on a Bed with Attendants (fa)[3]
- Giacomo Balla
- Max Beckmann
- Georges Braque
- Mary Cassatt
- Edgar Degas
- André Derain : L'Âge d'or[4]
- Jim Dine
- Kees van Dongen : Trinidad Fernandez (fa)[5]
- Marcel Duchamp
- André Dunoyer de Segonzac
- James Ensor
- Max Ernst
- Ahmad Esfandiari
- Paul Gauguin : Nature morte à l'estampe japonaise[6]
- Alberto Giacometti : Homme qui marche I
- Vincent van Gogh : À la porte de l'éternité[7]
- George Grosz
- Adolph Gottlieb
- Richard Hamilton
- Edward Hopper
- Jasper Johns
- František Kupka
- Fernand Léger
- Roy Lichtenstein : Roto Broil et Brattata
- Giorgio Morandi
- René Magritte
- Joan Miró
- Bahman Mohassess
- Claude Monet
- Edvard Munch
- Jules Pascin
- Peter Phillips
- Pablo Picasso : Le Peintre et son modèle[8]
- Camille Pissarro
- Jackson Pollock : Mural on Indian Red Ground[9]
- Maurice Prendergast
- Auguste Renoir : Gabrielle à la chemise ouverte[3]
- Diego Rivera
- Jean Paul Riopelle
- James Rosenquist
- Georges Rouault
- Pierre Soulages
- Parviz Tanavoli
- William Turnbull
- Louis Valtat
- Victor Vasarely
- Édouard Vuillard
- Andy Warhol : The American Indian Series[8] et Suicide (Purple Jumping Man)[10]
- James Abbott McNeill Whistler
- Fritz Winter

## Galerie

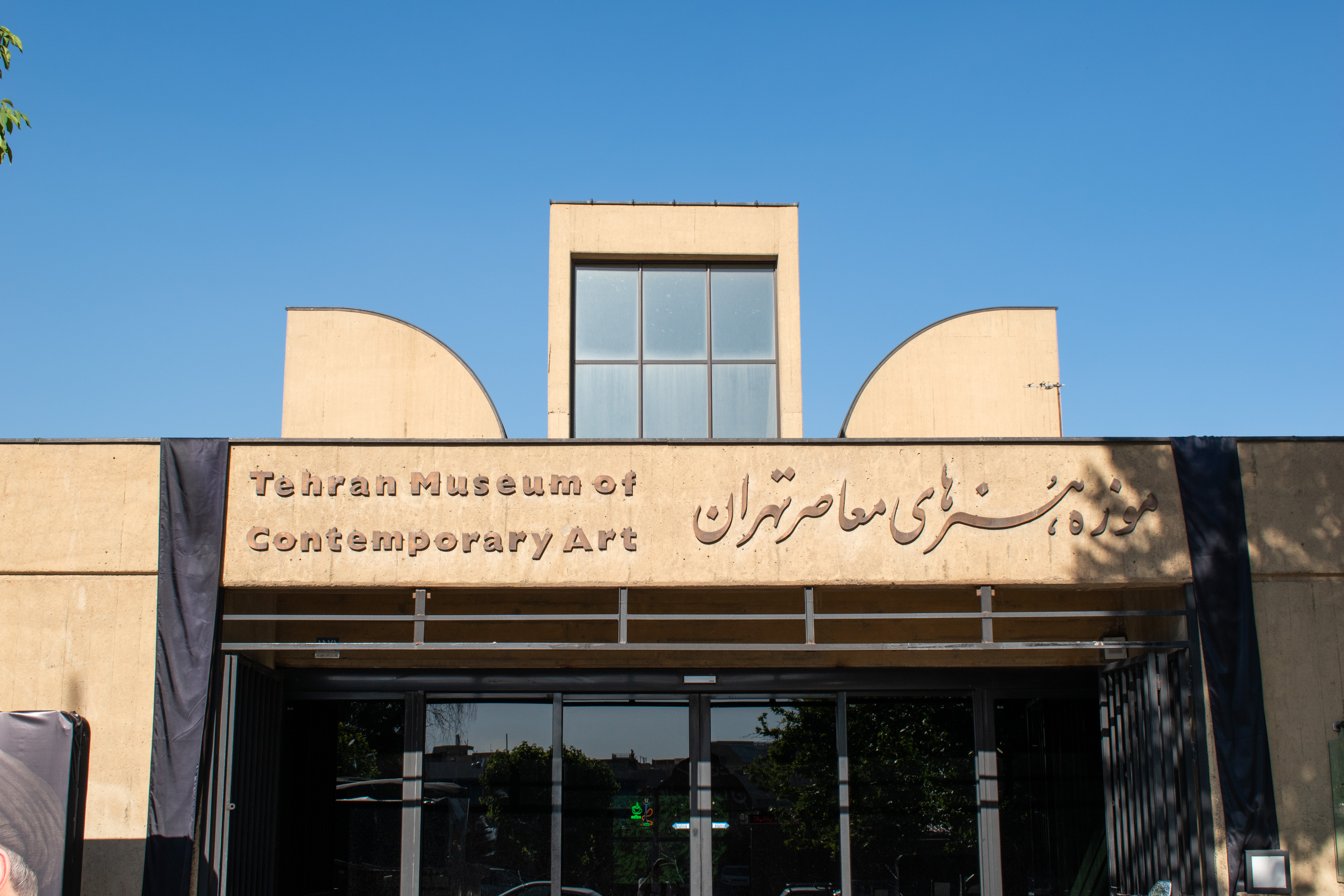
L'entrée du musée
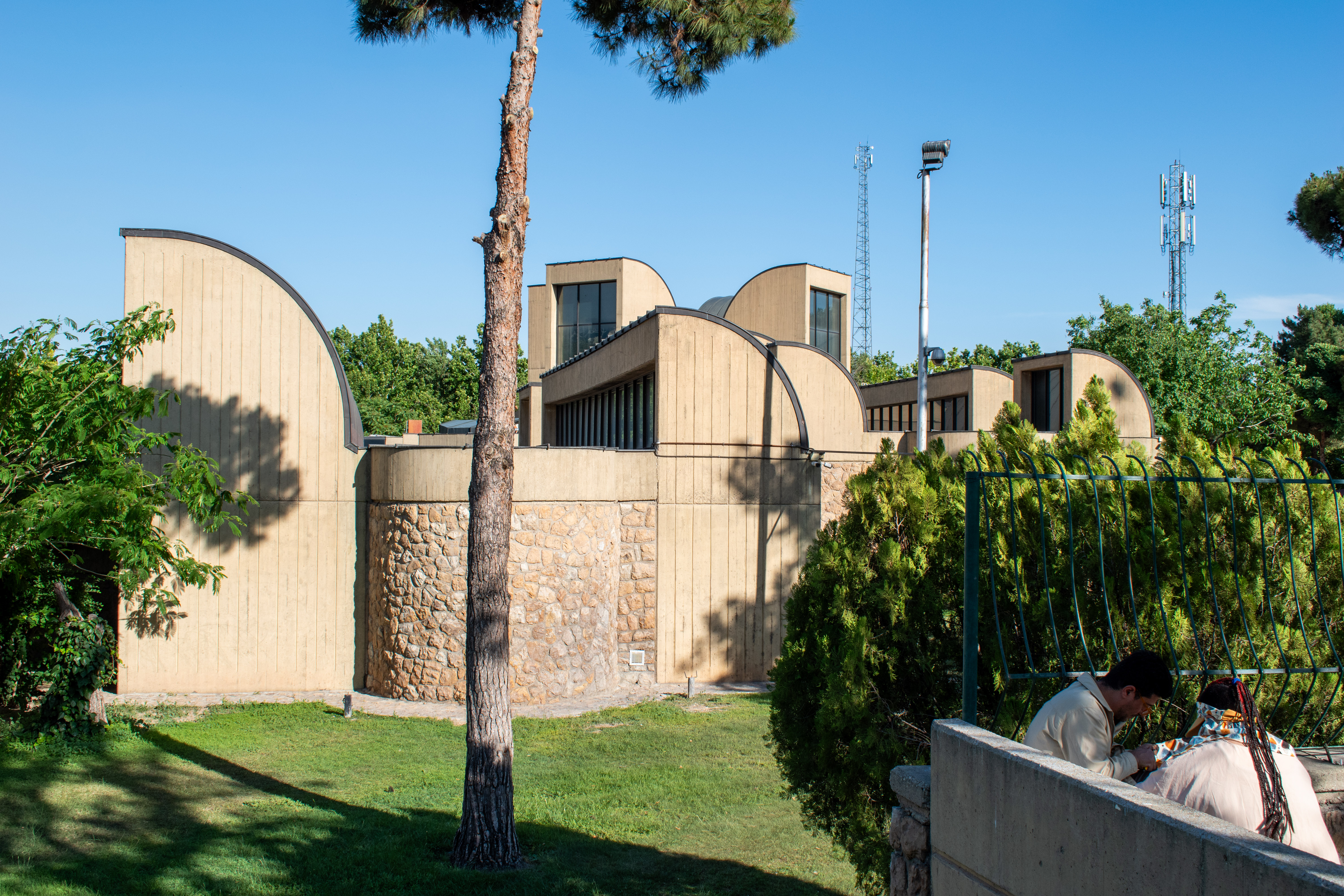
Vue extérieure
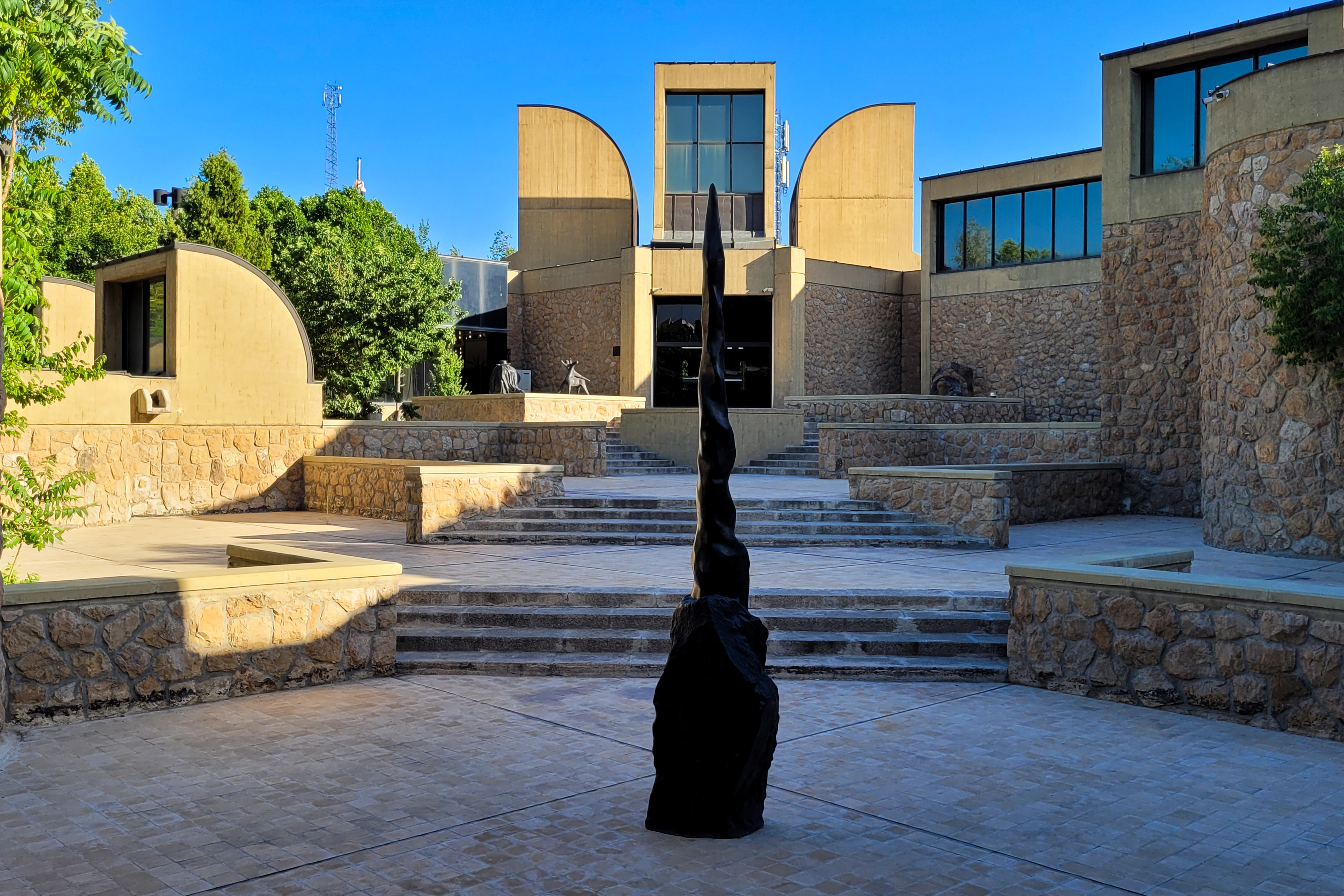
Cour intérieure
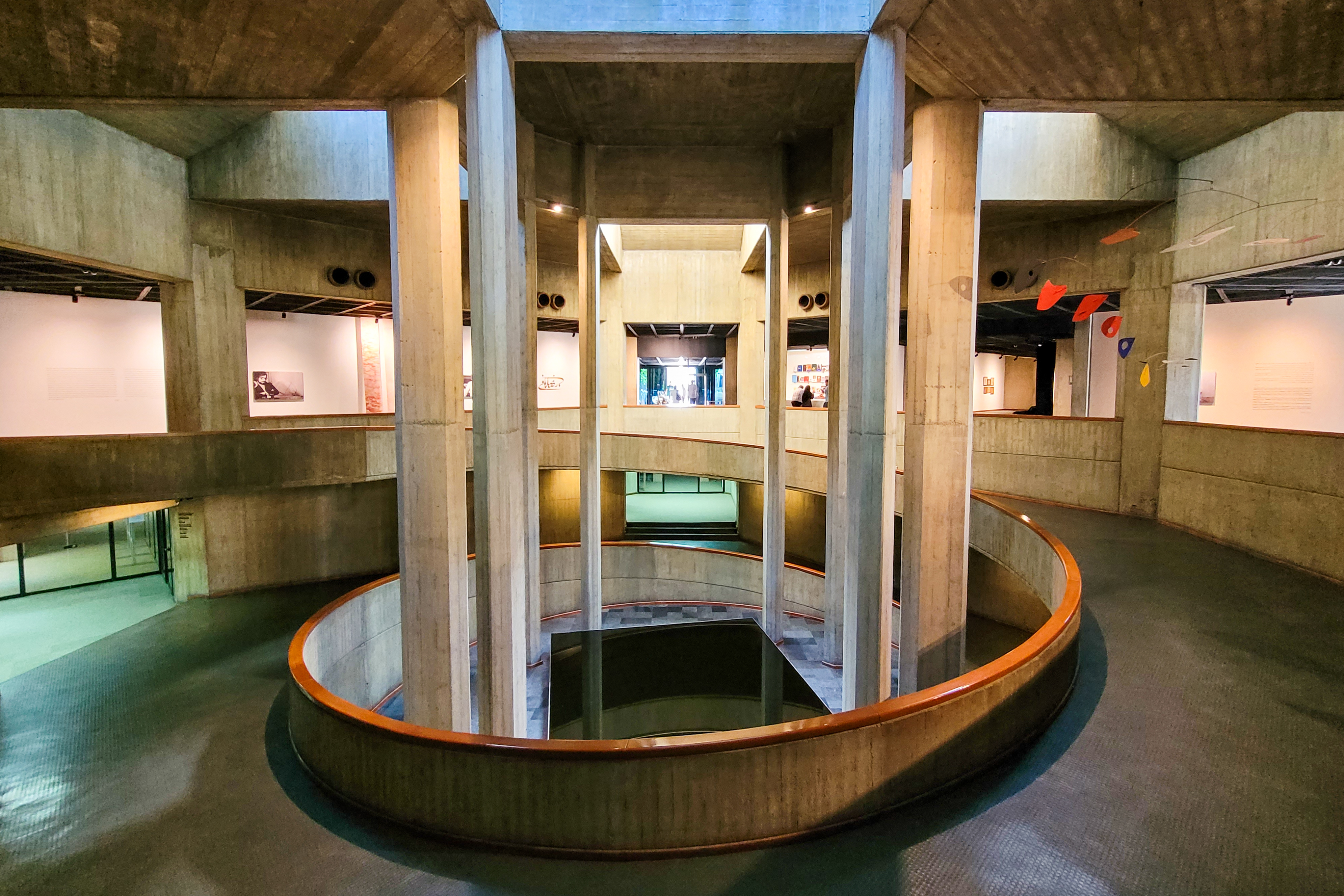
Escalier intérieur
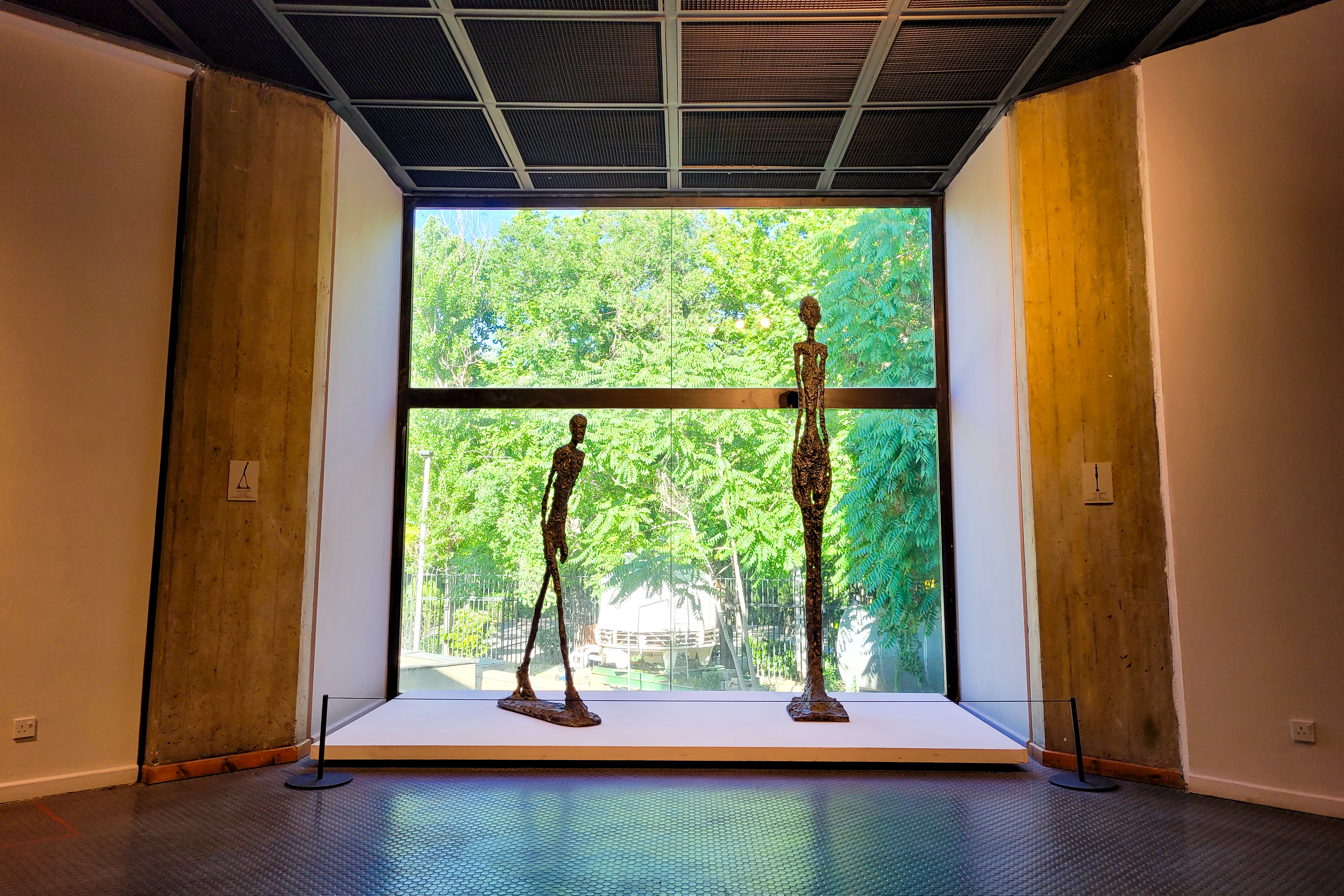
Les statues d'Alberto Giacometti Homme qui marche I et Femme debout I